# Agronomska fakulteta v Mostarju
Agronomska fakulteta (izvirno bosansko Agronomski fakultet u Mostaru), s sedežem v Mostarju, je fakulteta, ki je članica Univerze v Mostarju.